# Nervo ischiatico
Il nervo ischiatico (o sciatico) è un nervo misto che origina dal plesso sacrale. È formato da fibre provenienti da tutti i nervi del plesso (L4, L5, S1, S2, S3). È il nervo più voluminoso del plesso ed è considerato il suo ramo terminale, nonché è il più lungo di tutti i nervi umani.
È formato da due contingenti di fibre che decorrono separate all'interno di esso e alla fine si dividono nei due rami terminali.

## Territorio di innervazione
La componente motoria innerva i muscoli della loggia posteriore della coscia, parte del grande adduttore e tutti i muscoli della gamba e del piede. La componente sensitiva innerva la cute posteriore e anterolaterale della gamba e quasi tutta la cute del piede (ad eccezione della parte dorsomediale).

## Decorso
Le radici del nervo si uniscono in un tronco a ridosso del sacro; il nervo esce quindi dalla cavità pelvica passando dietro l'osso ischiatico
, al di sotto del muscolo piriforme e lateralmente rispetto al nervo cutaneo posteriore del femore. Si viene così a trovare in posizione intermedia fra il grande trocantere del femore e la tuberosità ischiatica e decorre verso il basso profondamente, in rapporto successivamente con i muscoli gemello superiore, otturatore interno, gemello inferiore e quadrato del femore.
Superata la natica, il nervo raggiunge la coscia, dove decorre in prossimità della linea aspra del femore. A questo livello emette rami per i muscoli posteriori della coscia e per parte del grande adduttore. In prossimità dell'angolo superiore della cavità poplitea si divide nei suoi rami terminali: il nervo tibiale e il nervo peroniero comune. Spesso la divisione in questi due rami avviene più in alto, lungo il suo decorso nella coscia.

### Nervo tibiale
Il nervo tibiale (anche chiamato sciatico popliteo interno SPI) innerva il gruppo posteriore della gamba, i muscoli plantari del piede, parte della cute posteriore della gamba, la cute plantare del piede e la cute dorsale delle falangi distali.
Il nervo rappresenta la diretta continuazione del nervo ischiatico. Dopo la sua origine, scende in cavità poplitea, dove decorre lateralmente rispetto ai vasi poplitei. Qui emette il nervo cutaneo mediale del polpaccio (o della sura), che si fa superficiale, decorre satellite della vena safena piccola e si unisce a un ramo proveniente dal nervo peroniero comune per formare il nervo surale.
Il nervo tibiale si porta quindi nella gamba, dove passa al di sotto dell'arcata del soleo per poi decorrere fra il tricipite e i muscoli profondi. A questo livello emette rami motori per tutta la loggia posteriore della gamba.
Portandosi verso il basso, il nervo tende a spostarsi medialmente, fino a raggiungere il malleolo mediale e passarvi posteriormente. Qui emette rami sensitivi per la cute mediale del calcagno.
Raggiunge la pianta del piede e si divide nei nervi plantare mediale e plantare laterale, che innervano la cute e i muscoli plantari.

### Nervo peroniero comune
Il nervo peroniero (o peroneo) comune (chiamato anche sciatico popliteo esterno SPE) innerva i muscoli laterali e anteriori della gamba, i muscoli dorsali del piede, la cute anterolaterale della gamba e la cute dorsale del piede (con l'eccezione delle falangi distali).
Dopo la sua origine in cavità poplitea, il nervo decorre verso il basso e lateralmente lungo il margine mediale del bicipite femorale, per poi raggiungere il perone. Durante il suo decorso emette alcuni rami motori per il tibiale anteriore e il nervo cutaneo laterale del polpaccio (o della sura), che si fa superficiale e si unisce all'omologo mediale proveniente dal nervo tibiale per formare il nervo surale.
Il nervo peroniero comune circonda il collo chirurgico del perone e si divide nei suoi rami terminali: il nervo peroniero superficiale e il nervo peroniero profondo.

#### Nervo peroniero superficiale
È il ramo laterale del peroniero comune. Decorre nella loggia laterale della gamba, ai cui muscoli fornisce innervazione. Innerva anche la cute anterolaterale della gamba. Distalmente si fa superficiale e si divide in due rami terminali (nervo cutaneo dorsale intermedio e nervo cutaneo dorsale mediale) che vanno a innervare la cute dorsale del piede.

#### Nervo peroniero profondo
È il ramo mediale del peroniero comune. Raggiunge la loggia anteriore della gamba, e vi decorre fornendo innervazione ai suoi muscoli. Passa quindi sul dorso del piede, dove innerva i muscoli dorsali. Termina facendosi sottocutaneo e innervando la cute dorsale fra l'alluce e il 2° dito.

### Nervo surale
Il nervo surale nasce sulla superficie posteriore della gamba dall'unione dei nervi cutanei mediale e laterale del polpaccio, provenienti rispettivamente dal nervo tibiale e dal nervo peroniero comune. Sia il nervo surale che i suoi nervi di origine innervano la cute posteriore della gamba.
Il nervo surale raggiunge il malleolo laterale, passandovi dietro e continuando come nervo cutaneo dorsale laterale del piede. Decorre lungo il margine laterale del piede e fornisce rami cutanei calcaneali e dorsolaterali.